# 喙房坡参
喙房坡参（学名：Habenaria rostrata）为兰科玉凤花属下的一个种。

## 扩展阅读
- 維基物種上的相關：喙房坡参